# Transkaukasische roebel

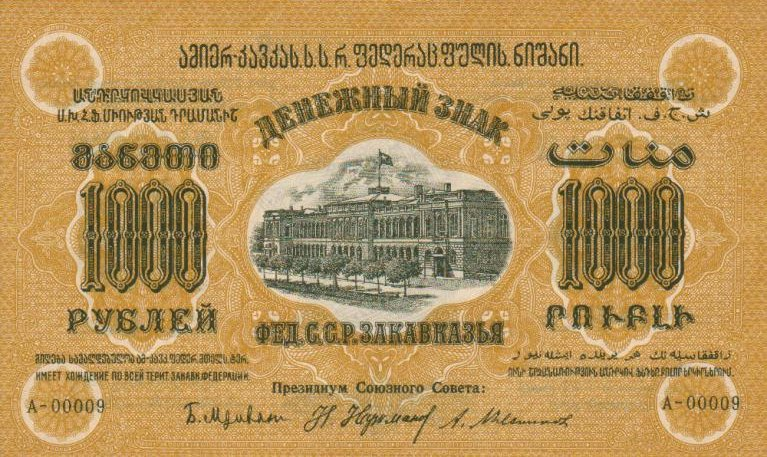
1000 roebel-biljet uit 1923

De Transkaukasische roebel was de munteenheid van beide Transkaukasische staten, de Transkaukasische Democratische Federatieve Republiek en de Transkaukasische Socialistische Federatieve Sovjetrepubliek.

## Eerste Transkaukasische roebel
In 1918 gaf het Transkaukasisch Commissariaat papiergeld uit dat in roebels luidde. Deze Transkaukasische roebel was gelijk aan de Russische roebel. De bankbiljetten droegen Russische tekst op de voorzijde, en Armeense, Azerbeidzjaanse en Georgische teksten op de achterzijde. De coupures waren 1, 3, 5, 10, 50, 100 en 250 Transkaukasische roebel.
Tussen 1919 en 1922/3 gaven de Republiek Armenië, de Democratische Republiek Azerbeidzjan en de Democratische Republiek Georgië hun eigen valuta uit, namelijk de Armeense, Azerbeidzjaanse roebel en Georgische maneti, die de Transkaukasische roebels tegen pari vervingen.

## Tweede Transkaukasische roebel
In 1923 en 1924 gaf de Transkaukasische Sovjet Federale Socialistische Republiek (onderdeel van de Sovjet-Unie) bankbiljetten uit met coupures tussen de 1.000 en 10 miljard roebel.
Vanaf 1924 circuleerde de Sovjet-roebel als de officiële munteenheid van de Transkaukasische SFSR en de drie sovjetrepublieken, waaruit deze bestond.

## Post-Sovjet-valuta
Na het uiteenvallen van de Sovjet-Unie werden Armenië, Azerbeidzjan en Georgië onafhankelijk en gaven in 1993, 1992 en 1993  hun eigen valuta uit.